# Jogos Olímpicos de Wenlock
Os Jogos Olímpicos de Wenlock, ou formalmente, Jogos Anuais da Sociedade Olímpica de Wenlock são geralmente realizados a cada ano em Abington em Shropshire, na Inglaterra. Os Jogos de 2008 foram os 122º.